# From Elvis Presley Boulevard, Memphis, Tennessee
From Elvis Presley Boulevard, Memphis, Tennessee es el quincuagésimo séptimo álbum de estudio del músico y cantante estadounidense Elvis Presley, publicado por la compañía discográfica RCA Victor en mayo de 1976. A pesar de incluir en la portada la leyenda recorded live, no se trata de un álbum en directo, sino de un álbum grabado en directo dentro de un estudio trasladado a Graceland, la mansión de Presley, sin público. Dos de las canciones grabadas en las sesiones fueron publicadas un año después en su último álbum, Moody Blue. From Elvis Presley Boulevard, Memphis, Tennessee fue el cuarto álbum de Presley en llegar al primer puesto en la lista de álbumes country' de Billboard en menos de cuatro años. 
El álbum incluyó dos sencillos: «Hurt» llegó al top 10 en la lista de sencillos country y en la Hot Adult Contemporary Tracks, mientras que «For the Heart» alcanzó el puesto 45 en la primera. Ambas canciones volvieron a entrar en las listas de éxitos en la década de 1980: la segunda se convirtió en el primer sencillo de The Judds en 1983, mientras que Juice Newton grabó una versión de la primera llevó su propia versión de «Hurt» al número uno en 1986. 
El trabajo fue certificado como disco de oro por la RIAA el 10 de octubre de 1977. 

## Lista de canciones
| Cara A |                                |                                  |          |  |
| N.º    | Título                         | Escritor(es)                     | Duración |  |
| 1.     | «Hurt»                         | Jimmie Crane, Al Jacobs          | 2:09     |  |
| 2.     | «Never Again»                  | Billy Edd Wheeler, Jerry Chesnut | 2:53     |  |
| 3.     | «Blue Eyes Crying in the Rain» | Fred Rose                        | 3:44     |  |
| 4.     | «Danny Boy»                    | Frederic E. Weatherly            | 3:59     |  |
| 5.     | «The Last Farewell»            | Roger Whittaker, Ron A. Webster  | 4:05     |  |

| Cara B |                                     |                              |          |  |
| N.º    | Título                              | Escritor(es)                 | Duración |  |
| 1.     | «For The Heart»                     | Dennis Linde                 | 3:24     |  |
| 2.     | «Bitter They Are, Harder They Fall» | Larry Gatlin                 | 3:19     |  |
| 3.     | «Solitaire»                         | Neil Sedaka, Phil Cody       | 4:42     |  |
| 4.     | «Love Coming Down»                  | Jerry Chesnut                | 3:09     |  |
| 5.     | «I'll Never Fall in Love Again»     | Lonnie Donegan, Jimmy Currie | 3:45     |  |

## Personal
- Elvis Presley : voz, guitarra, bajo en «Blue Eyes Crying in the Rain»
- J.D. Sumner & The Stamps, Kathy Westmoreland, Myrna Smith - coros
- Bergen White - orquestación
- James Burton - guitarra principal
- John Wilkinson - guitarra rítmica
- Jerry Scheff - bajo
- David Briggs - teclados
- Ronnie Tutt - batería

## Posición en listas
| País           | Lista                | Posición |
| -------------- | -------------------- | -------- |
| Estados Unidos | Billboard Pop Albums | 41       |